# Sideritis lacaitae
Sideritis lacaitae là một loài thực vật có hoa trong họ Hoa môi. Loài này được Font Quer miêu tả khoa học đầu tiên năm 1924.